# 威廉·温德姆
威廉·温德姆（William Windom，1827年5月10日—1891年1月29日），美国政治家，美国共和党人，曾任美国众议院议员（1859年-1869年）、美国参议院议员（1870年-1881年、1881年-1883年）和美国财政部长（1881年、1889年-1891年）。
| 前任： 查尔斯·S·费尔柴尔德 | 美国财政部长 1889年 - 1891年 | 繼任： 查尔斯·福斯特   |
| 前任： 约翰·舍曼           | 美国财政部长 1881年          | 繼任： 查尔斯·J·福尔杰 |